# Turbolinux
Turbolinux – japońska dystrybucja systemu GNU/Linux, nastawiona na użytkownika azjatyckiego, stąd też popularna na tym kontynencie.

## Historia firmy
W 1992 Jeff Miller wraz z żoną Iris założyli w Kalifornii przedsiębiorstwo Pacific HiTech, którego głównym kierunkiem rozwoju miał być rynek azjatycki, przede wszystkim Japonia, następnie Chiny i Korea Południowa. W 1999 firma zmieniła swą nazwę na Turbolinux Inc.
W szczytowym okresie bańki internetowej przedsiębiorstwo posiadało wielu inwestorów, co zaowocowało jego dynamicznym rozwojem. W samym tylko roku 2000 jej całościowy venture capital wyniósł 87 milionów dolarów. W celu dalszej rozbudowy firma otworzyła wówczas liczne filie na całym świecie, między innymi w Europie. Tylko krok dzielił ją też od wejścia na giełdę.
W ciągu roku, co miało związek ze światowym kryzysem w branży informatycznej, większość założonych uprzednio spółek została jednakże zamknięta. Następowały też wielokrotne zmiany kadry zarządczej, z których każda kolejna próbowała realizować nową strategię, co całościowo raczej zaszkodziło firmie niż pomogło. W 2000 odeszli założyciele Jeff oraz Iris Miller. Turbolinux wycofał się też z Niemiec i z całego rynku europejskiego. W maju 2001 zerwana została, zdawałoby się pewna już umowa wstępna o fuzji z Dienstleister Linuxcare, a podpisana uprzednio w lutym tegoż roku. W sierpniu 2002 firma została kupiona przez SRA (Software Research Associates), funkcjonującą od 37 lat na rynku japońską spółkę posiadającą szerokie kontakty w środowisku wolnego oprogramowania. W efekcie centrala Turbolinuxa została przeniesiona z San Francisco (w Stanach Zjednoczonych) do Tokio (w Japonii).

## Produkty
Turbolinux występuje w wersjach przeznaczonych na serwery oraz komputery biurkowe. Oba wydania posiadają tę samą numerację a różnią się oznaczeniem literowym, odpowiednio „S” i „D”. Pakiety instalacyjne są w formacie RPM.
W dystrybucji Desktop system dostępny jest tylko jako kompatybilny z architekturą x86. Domyślnym środowiskiem graficznym jest zaś KDE, lub Gnome w zależności od opcji dostawy. W wersji serwerowej instalowane jest środowisko XFCE.
Wydanie biurkowe kosztuje obecnie 39 USD, a serwerowe 299 USD. Wraz z zakupionym systemem w wersji Desktop użytkownik otrzymuje:
- system automatycznej instalacji i rozpoznania posiadanego sprzętu
- Turbo Media Player
- PowerDVD na licencji Cyberlink
- Flash-Player
- Real-Player

## Historia wydań
| Wersja | Nazwa       | Data                 |
| ------ | ----------- | -------------------- |
| 1.0    | Kyoto       | 16 czerwca 1998      |
| 2.0    | Okinawa     | 11 maja 1999         |
| 3.0    | Karatu      | 20 czerwca 1999      |
| 4.0    | –           | 24 sierpnia 1999     |
| 4.2    | –           | 22 marca 2000        |
| 6.0    | –           | 16 sierpnia 2001     |
| 7      | Monza       | 2 listopada 2001     |
| 8      | Silverstone | 22 lipca 2002        |
| 10D    | Suzuka      | 24 października 2003 |
| 10S    | Celica      | 28 maja 2004         |
| 10F    | Lemans      | 28 maja 2004         |
| 11     | Fuji        | 28 listopada 2005    |
| 11S    | Musasabi    | 29 listopada 2007    |
| 11D    | Magny-Cours | 29 listopada 2007    |